# EOS.IO
EOS.IO — блокчейн, оперирующий в качестве децентрализованной платформы с поддержкой смарт-контрактов для создания децентрализованных приложений. Основой блокчейна является криптовалюта EOS.
На 26 июля 2018 года EOS, с капитализацией более 7,5 млрд долларов, занимает пятое место по капитализации среди всех криптовалют.
В 2019 году агентство Weiss Ratings присвоило криптовалюте наивысшую оценку «A». EOS считают конкурентом Ethereum в попытке стать «основой нового интернета»..

## История
Согласно спецификации, опубликованной в 2017 году, платформа была разработана частной компанией block.one. Релиз приложения с открытым исходным кодом состоялся 1 июня 2018 года.
Первая тестовая сеть проекта носила названия Dawn 1.0 и была запущена 3 сентября 2017 года. Последующие версии тестовой сети: Dawn 2.0, запущена 4 декабря 2017 года.; Dawn 3.0, запущена 25 января 2018 года.; Dawn 4.0, запущена 7 мая 2018 года.
В июне 2017 года платформа EOS.IO была представлена публике. 10 июня 2018 года сообщество запустило собственную основную сеть.
В сентябре 2019 года криптовалюта block.one, действующая на платформе EOS.IO, согласилась оплатить комиссии США по ценным бумагам и биржам штраф в размере 24 миллионов долларов, связанный с незарегистрированным ICO на сумму 4 миллиарда долларов Урегулирование не требовало предложения о реституции, регистрации токенов или каких-либо дисквалификаций..

## Критика
В исследовании блокчейн-протоколов базового уровня бенчмаркинг-фирмой Whiteblock и ConsenSys говорится, что EOS не является блокчейном, а лишь облачным сервис для вычислений, который не использует криптографию и хранит все данные, связанные с транзакциями, в виде таблицы Chainbase. В последующем вышло опровержение этого исследования и критика от Core разработчика EOS Wanderingbort. Wanderingbort говорит, что Ethereum отличается способом фиксирования транзакций в “явном состоянии”. Ни Bitcoin, ни EOS не делают это так, как Ethereum и Whiteblock хочет использовать это отличие, чтобы заявить, что “EOS это не блокчейн” — по их собственному определению.